# Samuel Adubango Awotho
 Samy Adubango Awotho (né à Laybo, Ituri, le 18 février 1975) est un homme politique de la république démocratique du Congo et député national, élu de la circonscription de Mahagi dans la province de l'Ituri,. Cadre politique du Congrès national congolais (CNC), il fut vice-ministre à la vice-primature aux Transports et Voies de communication en 2016. Il est vice-ministre des Affaires étrangères depuis le 12 avril 2021.

## Biographie
Samuel Adubango Awotho est né le 18 février 1975 à Adubayo. Originaire de la province de l'Ituri, il est membre du parti politique Congrès national congolais (CNC), au groupement politique Alliance pour l'avenir et alliés (AA/a),.
Il était vice-ministre au portefeuille des Transports et Voies de communication en 2016. En 2019, il est élu député dans la circonscription électorale de Mahagi. La même année, il est candidat malheureux à l'élection au gouvernorat de l’Ituri pour le compte du Front commun pour le Congo (FCC), devancé par le candidat indépendant Jean Bamanisa Saïdi. Il est rapporteur du Réseau des Jeunes parlementaires et président fédéral du Congrès national congolais (CNC) dans la province de l’Ituri.
Il est nommé vice-ministre des affaires étrangères le 12 avril 2021.